# Omar Carabalí
Gabriel Omar Carabalí Quiñonez (Guayaquil, 12 giugno 1997) è un calciatore ecuadoriano naturalizzato cileno, portiere dell'O'Higgins.

## Carriera

### Club
Ha giocato nella prima divisione cilena.

### Nazionale
Ha partecipato ai Mondiali Under-20 del 2017.